# Romànovka (Vorónej)
|  | Per a altres significats, vegeu «Romànovka». |

Romànovka (en rus: Романовка) és un poble (un possiólok) de l'óblast de Vorónej, a Rússia, segons el cens del 2010 tenia 115 habitants.